# Fixpunktsatz von Weissinger
Der Fixpunktsatz von Weissinger ist ein Fixpunktsatz in der Analysis. Er verallgemeinert den Fixpunktsatz von Banach.
Der Satz wurde von Johannes Weissinger 1952 aufgestellt und bewiesen.

## Aussage
Sei {\displaystyle ({\mathcal {B}},\|\cdot \|)} ein Banachraum und {\displaystyle U\subset {\mathcal {B}}} abgeschlossen und nichtleer sowie {\displaystyle T\colon U\to U} eine Selbstabbildung, für die 
{\displaystyle \|T^{j}u-T^{j}v\|\leq \alpha _{j}\|u-v\|,\quad \forall u,v\in U}
gilt mit Zahlen {\displaystyle \alpha _{j}\geq 0}, so dass {\displaystyle \textstyle \sum _{j=1}^{\infty }\alpha _{j}<\infty }.
Dann besitzt {\displaystyle T} genau einen Fixpunkt in {\displaystyle U}, nämlich 
{\displaystyle u=\lim _{n\to \infty }T^{n}u_{0}}
mit einem beliebigen {\displaystyle u_{0}\in U}. Es gilt die Fehlerabschätzung
{\displaystyle \|u-u_{n}\|\leq \sum _{j=n}^{\infty }\alpha _{j}\|u_{1}-u_{0}\|}
mit {\displaystyle u_{j}=T^{j}u_{0}}.

## Bemerkungen
- Die Bedingung {\displaystyle \sum _{j=1}^{\infty }\|T^{j}\|<\infty } ist offenbar hinreichend, denn in diesem Fall kann man {\displaystyle \alpha _{j}=\|T^{j}\|} wählen.
- Der Beweis dieses Fixpunktsatzes stimmt im Wesentlichen mit dem klassischen Beweis des Fixpunktsatzes von Banach überein. Der Fixpunktsatz von Banach folgt mit der Ersetzung {\displaystyle \alpha _{j}=k^{j}} für ein konstantes {\displaystyle k} als Lipschitz-Konstante der Abbildung {\displaystyle T}.
- Der Fixpunktsatz von Weissinger dient als Basis für Existenz- und Eindeutigkeitsbeweise in der Theorie der Differentialgleichungen. Insbesondere folgt aus ihm der Satz von Picard-Lindelöf.